# Maximilian Nistler
Maximilian Nistler (Rufname Max, * 1. September 1877 in Zebau, Böhmen; † 19. Januar 1911 in Wien-Penzing) war ein österreichischer Gymnasiallehrer und Provinzialrömischer Archäologe.	
Max Nistler war ein Sohn des örtlichen Lehrers Adalbert Nistler und dessen Ehefrau, der Oberlehrertochter Anna, geb. Braunstein; er studierte an der Universität Wien Klassische Philologie und wurde 1902 promoviert. Anschließend war er als Lehrer am Sophiengymnasium in Wien und seit 1908 am Staatsgymnasium Wien VII tätig.
Er war auf dem Gebiet der Erforschung des römischen Limes in Österreich tätig. Er bearbeitete Funde aus dem Kastell Favianis, arbeitete mit Maximilian von Groller-Mildensee im Legionslager Albing und führte zwischen 1906 und 1910 Ausgrabungen in Mauer-Öhling (Locus Felicis) durch.

## Veröffentlichungen (Auswahl)
- De ratione fontium, quae valet de anno 69 p. Chr. n. inter Tacitum et Suetonium et Plutarchum. Dissertation. Wien 1902.
- Zwei Probleme am römischen Limes in Österreich. Wien 1907 (Digitalisat).
- Beiträge in: Hans Tietze: Die Denkmale des politischen Bezirkes Krems (= Österreichische Kunsttopographie Bd. 1). Schroll, Wien 1907.
- Die Grabungen in Mauer-Öhling (= Der römische Limes in Österreich Bd. 10). Wien 1909.